# روب مايلز
روب مايلز (بالإنجليزية: Rob S. Miles)‏ (مواليد 23 يوليو 1957) هو أحد محترفو مايكروسوفت الأعلى قيمة، وعمل أيضًا كمحاضر في لغات البرمجة (سي شارب)وهندسة البرمجيات في جامعة هل.
وألقى روب العديد من الخطابات عن التقنية من بينها تطوير وتضمين سي شارب ومايكروسوفت إكس إن إيه وويندوز موبايل باستخدام دوت نت مايكرو فريم وورك (بالإنجليزية: .NET Micro Framework)‏. وكتب روب كتابًا عن مايكروسوفت إكس إن إيه وشارك في كتاب عن دوت نت مايكرو فريم وورك مع دونالد تومسون.
لطالما ظهر روب كجزء من لجنة التحكيم في مسابقة مايكروسوفت السنوية إيماجن كب. وفي عام 2009، اختير روب كقائد "Captain" لمسابقة تصميم البرمجيات.
ويستضيف روب حاليًا مجموعة شهرية متعلقة بمعدات الآردوينو كجزء من مجموعة هل الرقمية التجريبية في مركز الإبداع الرقمي "C4DI: Centre for Digital Innovation".

## مؤلفاته
- Microsoft XNA Game Studio 2.0: Learn Programming Now!, روب مايلز. مايكروسوفت بريس، 2008 ISBN 978-0-7356-2522-8
- Microsoft XNA Game Studio 3.0: Learn Programming Now!, روب مايلز. مايكروسوفت بريس، 2009 ISBN 978-0-7356-2658-4
- Embedded Programming with the Microsoft.NET Micro Framework, دونالد تومسون وروب مايلز. مايكروسوفت بريس، 2007 ISBN 978-0-7356-2365-1
- More Microsoft XNA Game Studio 3.0: Create Great Games: Learn Programming Now!, روب مايلز. مايكروسوفت بريس، 2009 ISBN 978-0-7356-2659-1
- Learn C# Now Toolkit, جون شارب وروب مايلز (مؤلف). مايكروسوفت بريس، 2008 ISBN 978-0-7356-2598-3
- Introduction to Programming Through Game Development Using Microsoft XNA Game Studio, روب مايلز. مايكروسوفت بريس، 2009 ISBN 978-0-7356-2713-0
- Uml & Java for Software Development, روب مايلز. جون ويلي أند سنز، 2001 ISBN 978-0-471-49855-1